# Michiel Van Caeneghem
Michiel Van Caeneghem (Eine, 3 maart 1893 - Sint-Gillis, 2 juni 1940) was een Belgisch hoogleraar en was alsook actief in de Vlaamse beweging.
Hij was de zoon van Kamiel Van Caeneghem (1860-1944) die zelf een vooraanstaand figuur was in de Vlaamse katholieke beweging. Deze was een van de stichters van de onderwijzersvakbond in de streek van Oudenaarde. De basis van wat later de Christelijk Onderwijzersverbond (COV) zou worden.
In 1914 werd Michiel oorlogsvrijwilliger en verbleef vier jaar aan het IJzerfront om nadien verder te gaan studeren. Hij werd licentiaat in de Handels- en Financiële Wetenschappen alsook licentiaat in de Koloniale en Consulaire Wetenschappen. Nadat hij eerst leraar werd kreeg hij een opdracht aan de Rijksuniversiteit Gent en werd er in 1935 hoogleraar.

## VEV
Michiel Van Caeneghem was een van de stichters van het Vlaams Economisch Verbond, heden een onderdeel van het huidige Voka. Het VEV werd gesticht in 1926 te Gent in de Handelsbeurs, naar aanleiding van het Vlaams Ekonomisch Kongres. Lieven Gevaert werd de eerste voorzitter, Van Caeneghem de eerste secretaris. Het Vlaams Economisch Verbond werd de opvolger van het Vlaams Handelsverbond dat in 1908 was opgericht door Leo Meert (1880-1963).
De familie Van Caeneghem was in 1920 naar Aalter komen wonen, na de benoeming van broer Maurits Van Caeneghem (1888-1959) tot onderpastoor. In 1926 huwde hun zuster Maria (1896-1961) met de later burgemeester Raymond Van den broecke. Michiel Van Caeneghem werd na zijn overlijden in 1940 te Aalter begraven.